# Selen
Selen (Se, łac. selenium) – pierwiastek chemiczny z grupy niemetali w układzie okresowym. Znanych jest kilkanaście jego izotopów z przedziału mas 65–91, z których trwałych jest 6.
Został odkryty w roku 1817 przez J.J. Berzeliusa. Nazwa pochodzi od Selene (stgr. Σελήνη), greckiej nazwy Księżyca i bogini która go uosabiała. Berzelius nazwał go tak, ponieważ występuje razem z tellurem, którego nazwa wywodzi się od tellus, czyli po łacinie „Ziemia”. Chciał przy tym zaznaczyć, że selen nie jest „z tej samej ziemi” co tellur i różni się od niego właściwościami.

## Występowanie i otrzymywanie
Występuje w skorupie ziemskiej w ilości 0,05 ppm jako zanieczyszczenie niektórych rud siarczkowych. Przemysłowo pozyskuje się go jako produkt uboczny rafinacji rud miedzi i siarki. Doprowadzony do postaci tlenku (SeO
2) selen rozpuszcza się w kwasie azotowym. Następnie przepuszcza się przez tak otrzymany roztwór dwutlenek siarki. Wolny selen wytrąca się jako czerwony osad (odmiana alotropowa beta). Laboratoryjnie otrzymuje się go, redukując hydrazyną kwas selenowy (H
2SeO
4).

## Zastosowania
Dzięki zależności przewodnictwa elektrycznego od naświetlenia selen znalazł zastosowanie w fotokomórkach i kserokopiarkach, a jego związki są stosowane w ogniwach fotowoltaicznych; jako półprzewodnik wykorzystywany był przez kilkadziesiąt lat w prostownikach selenowych (zanim nie wyparły go prostowniki funkcjonujące w oparciu o inne materiały – najpierw german, a obecnie najczęściej krzem). Ponadto używany jest jako dodatek do szkła i stali. Siarczek selenu (SeS
2) stosowany jest w szamponach przeciwłupieżowych i w lekach przeciwgrzybiczych, a selenian sodu (Na
2SeO
3) jest silnym insektycydem.

## Właściwości chemiczne
Jako tlenowiec selen właściwościami nieco przypomina siarkę. Kwas selenowy(VI) (H
2SeO
4), podobnie jak siarkowy, jest kwasem mocnym o silnych właściwościach utleniających (znacznie silniejszych niż kwas siarkowy). Ani spalanie selenu, ani odwadnianie kwasu selenowego nie prowadzi do uzyskania trójtlenku selenu (SeO
3). Selenki (Se2−
) w środowisku zasadowym łatwo przechodzą na wyższe stopnie utlenienia.
W reakcji selenu z chlorem powstaje brązowa ciecz Se
2Cl
2, która po ogrzaniu dysproporcjonuje do czystego selenu i bezbarwnego czterochlorku selenu (SeCl
4).

## Odmiany alotropowe
Selen ma trzy odmiany alotropowe. Odmiana α to tzw. selen szary lub metaliczny, o kolorze srebrzystoszarym, kruchy. Utlenia się on na powietrzu powoli, nie reaguje z wodą, lecz reaguje zarówno z kwasami, jak i zasadami. Odmiana β (selen czerwony) jest czerwonym ciałem bezpostaciowym. Jest bardzo reaktywny, pali się na powietrzu i gwałtownie reaguje z wodą. Odmiana γ jest szklistym szaroróżowym ciałem stałym, pośrednim między odmianami alfa i beta. Uzyskuje się ją, gwałtownie schładzając ciekły selen. Handlowo dostępny jest także bezpostaciowy selen czarny.

## Związki
Selen tworzy związki analogiczne do związków siarki, np.
- selenek dimetylowy,
- tlenochlorek selenu,
- dwutlenek selenu,
- selenowodór.

## Znaczenie biologiczne
Selen – jeden z niezbędnych mikroelementów – musi być dostarczany w pożywieniu. Zawartość selenu w produktach spożywczych różni się znacznie, co związane jest z dużymi różnicami w zawartości selenu w glebie i wodzie w różnych częściach świata. Gleby na terenie Polski są uważane za ubogie w selen.
Źródła selenu w pożywieniu: zboża, mięso, jaja, nabiał, ryby i skorupiaki. Nie wszystkie pokarmy są dobrym źródłem selenu, bowiem pierwiastek ten nie w każdej postaci jest dobrze wchłaniany w przewodzie pokarmowym. Podstawową rolę w biodostępności odgrywa forma chemiczna selenu. Najwyższą bioprzyswajalnością charakteryzuje się selen pozyskiwany z drożdży. Wchłanianie selenu wzmagają białka małomolekularne oraz witaminy (głównie A, E, C). Synergiczne działanie selenu z witaminą E przyczynia się do opóźniania procesów starzenia oraz przyspieszenia regeneracji komórek.
Jest on konieczny do prawidłowego funkcjonowania niektórych układów enzymatycznych. Organiczny związek selenu, selenocysteina, wchodzi w skład peroksydazy glutationowej, silnego antyutleniacza chroniącego czerwone krwinki i błony komórkowe przed szkodliwym wpływem wolnych rodników. Zachowanie odpowiedniego poziomu selenu jest istotne w zespole bezdechu sennego, który może prowadzić do stresu oksydacyjnego.
Ważny jest także dla funkcjonowania układu odpornościowego oraz tarczycy. Wraz z innymi przeciwutleniaczami chroni serce przed działaniem wolnych rodników, pomaga w walce z depresją, przemęczeniem i nadmierną nerwowością. Redukuje ilość szkodliwych związków przyczyniających się do powstawania reumatoidalnego zapalenia stawów – podawanie selenu łagodzi objawy choroby u 40% chorych.
U mężczyzn selen jest częściowo akumulowany w jądrach. Znajduje się także w spermie. W zależności od stężenia selenu w spermie obserwowano różną ruchliwość plemników.
Wysoki poziom selenu w organizmie ludzkim był błędnie traktowany jako element skutecznej profilaktyki chorób nowotworowych np. nowotwór płuc. Badania roli selenu w zapobieganiu powstawania zmian nowotworowych dały wynik negatywny.
| Polskie normy dziennego zapotrzebowania na selen | Polskie normy dziennego zapotrzebowania na selen |
| Kto                                              | Norma w µg/dobę                                  |
| ------------------------------------------------ | ------------------------------------------------ |
| niemowlęta                                       | 10-15                                            |
| dzieci                                           | 20-30                                            |
| dziewczęta 10–12 lat                             | 45                                               |
| dziewczęta > 12 lat                              | 60                                               |
| kobiety w ciąży                                  | 65                                               |
| kobiety karmiące                                 | 75                                               |
| chłopcy 10–12 lat                                | 45                                               |
| chłopcy 13–15 lat                                | 60                                               |
| chłopcy > 15 r.ż. i mężczyźni                    | 70                                               |

Konieczność suplementacji selenu występuje u osób pozostających na całkowitym żywieniu pozajelitowym (pareneteralnym), osoby z ciężkim uszkodzeniem funkcji wchłaniania składników pokarmowych (np. choroba Leśniowskiego-Crohna, stan po usunięciu znacznej części jelita cienkiego). Odpowiedni poziom selenu w pożywieniu jest ważny u osób, które są w trakcie leczeniu chorób sercowo-naczyniowych, niepłodności, zapalenia trzustki i chorób układu oddechowego.
Nadmiar selenu jest szkodliwy; uważa się, że przekroczenie dawki 400 mikrogramów na dobę może prowadzić do zatrucia.
Niedobór selenu stwierdza się również w przypadku reumatoidalnego zapalenia stawów. Rozpowszechnienie występowania objawów niedoboru selenu w ogólnej populacji jest następstwem niewystarczającej podaży selenu w diecie, która wynika z małej zawartości tego pierwiastka w glebie na niektórych obszarach ziemi (m.in. w Polsce).

## Historia odkrycia
Selen został odkryty przez szwedzkiego chemika Berzeliusa 6 stycznia 1818 roku. Naukowiec sprowadzał siarkę do swojej fabryki kwasu siarkowego w Gripsholm. Zauważył, że po przerobieniu siarki pochodzącej z Falunu na dnie ołowianych komór osadzał się czerwony proszek. Po wielu badaniach, wykluczył obecność telluru, a nowo odkrytemu pierwiastkowi nadał nazwę selen. Nazwa ta wzięła się z języka starogreckiego od słowa selene, w którym oznacza księżyc, natomiast tellur pochodzi od tellus, czyli ziemia. Berzelius chciał podkreślić, że nowy pierwiastek nie jest z tej samej ziemi co tellur. Być może chciał też zwrócić uwagę na pokrewieństwo tych dwóch pierwiastków.